# Южноазиатские игры 1995
7-е Южноазиатские игры состоялись в индийском городе Мадрасе с 18 по 27 декабря 1995 года. Спортсмены из 7 стран состязались в 14 видах спорта.

## Виды спорта
- Лёгкая атлетика
- Баскетбол
- Бокс
- Футбол
- Хоккей
- Дзюдо
- Кабадди
- Стрельба
- Плавание
- Настольный теннис
- Волейбол
- Тяжёлая атлетика
- Борьба

## Итоги Игр
| Место | Страна    | Золото | Серебро | Бронза | Всего |
| ----- | --------- | ------ | ------- | ------ | ----- |
| 1     | Индия     | 106    | 60      | 19     | 185   |
| 2     | Шри-Ланка | 16     | 25      | 53     | 94    |
| 3     | Пакистан  | 10     | 33      | 36     | 79    |
| 4     | Бангладеш | 7      | 17      | 34     | 58    |
| 5     | Непал     | 4      | 8       | 16     | 28    |
| 6     | Бутан     | 0      | 0       | 2      | 2     |
| 7     | Мальдивы  | 0      | 0       | 1      | 1     |